# Edwin Sutherland
Pour les articles homonymes, voir Sutherland.
Edwin H. Sutherland (1883–1950) est un sociologue, criminologue et théoricien du comportement criminel américain. 

## Biographie et axes de recherche
Il appartenait au courant de l'interactionnisme symbolique (École de Chicago). Il a initié aux États-Unis l'étude de la criminalité en col blanc (white collar crime) et introduit le concept d'« association différentielle ». En 1939, il est nommé président de l'American Sociological Association (ASA).

## Théories
Edwin Sutherland a formulé une théorie générale du comportement criminel en termes de transmission culturelle. Il publie sa thèse dans un livre, paru en 1947, sous le titre de Principes de criminologie. Dans cet ouvrage, il postule que le comportement criminel s'apprend au contact d'autres individus par un processus de communication, principalement dans des petits groupes. Cet apprentissage comporte 2 phases :
1. un apprentissage des techniques nécessaires pour commettre l'infraction.
2. un apprentissage de l'orientation des mobiles, des pulsion, des rationalisation et des attitudes nécessaires pour permettre l'infraction. Ce sont ce qu'on appelle classiquement les « bonnes raisons » de commettre l'infraction.

Le second apprentissage est surtout issu du principe de l'« association différentielle ». Il s'agit d'un processus d'interprétation (favorable ou non) que l'individu fait des dispositions légales. Si les interprétations sont favorables à la transgression de la loi, l'individu est susceptible de devenir un délinquant.
Sutherland insiste toutefois sur le point qu'il ne parle pas d'associations entre criminels et d'associations entre non criminels. Il s'agit d'associations entre interprétations favorables à la transgression et d'associations défavorables. Il en résulte que diverses formes de comportements criminels peuvent être défavorables pour un délinquant, comme lorsqu'un voleur est contre le meurtre. L'inverse est aussi possible chez des personnes conformistes et respectables favorables à une attitudes pro-délictueuses, comme une fraude fiscale.
Le principe d'« association différentielle » est influencé par divers facteurs :
- la fréquence : plus un individu est exposé au modèle criminel, plus le risque s’accroît de devenir un criminel.
- la durée : plus les contacts avec les modèles criminels sont longs et plus le risque s’accroît de les adopter pour son propre comportement.
- l'antériorité : elle exerce une influence décisive en ce sens qu’en règle générale, le comportement conformiste ou criminel développé dans l'enfance peut persister toute la vie. L’enfant peut donc être éduqué comme délinquant au sein même de sa famille d’origine.
- l'intensité : c’est ce qui se rapporte au prestige du modèle criminel ou non criminel.

Donc:
1. S'il rapporte une gratification au comportement, qu'il soit légitime ou criminel, il sera répété.
2. Le comportement criminel est appris tout comme le comportement approprié.
3. L'apprentissage de la conformité ou de la criminalité s'effectue selon le groupe de référence.
4. Le criminel doit apprendre à être un bon criminel comme un citoyen apprend à être un bon citoyen.
5. Un individu devient criminel parce qu'il est en présence de criminels, qu'il n'a pas de modèles autres ou que ceux-ci ne semblent pas aussi attrayants.

Sutherland insiste enfin sur le fait que les valeurs et besoins sont les mêmes pour le délinquant et le conformiste. C’est la culture globale qui est hétérogène et qui comporte des définitions contradictoires du même comportement, dont l’un est avalisé par le législateur. Les taux et la fréquence de chaque type de comportement criminel dépendent donc de la manière dont l’organisation sociale stimule ou inhibe l’association aux modèles criminels ou aux modèles non criminels.
Deux critiques ont été émises à l'encontre de la théorie de Sutherland : il escamote les problèmes de personnalité (il manque donc une analyse psychologique du délinquant) et il oublie les problèmes liés à la structure sociale (pourquoi il existe une culture délinquante à transmettre ?).